# Wojciech Płocharski

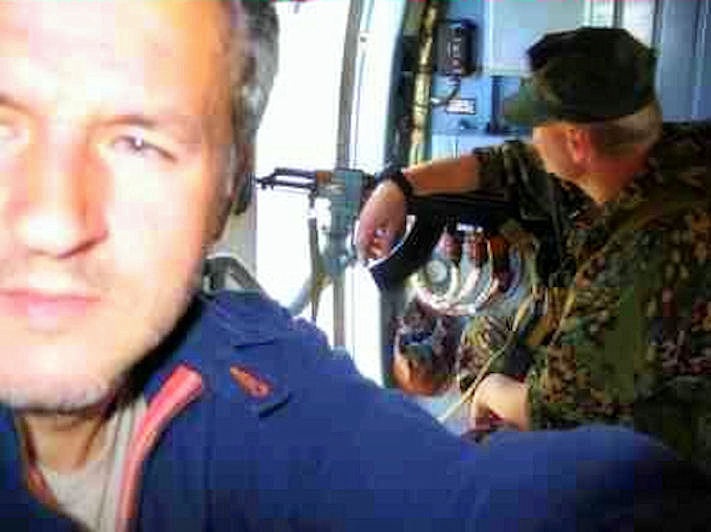
Płocharski corrispondente dalla Cecenia

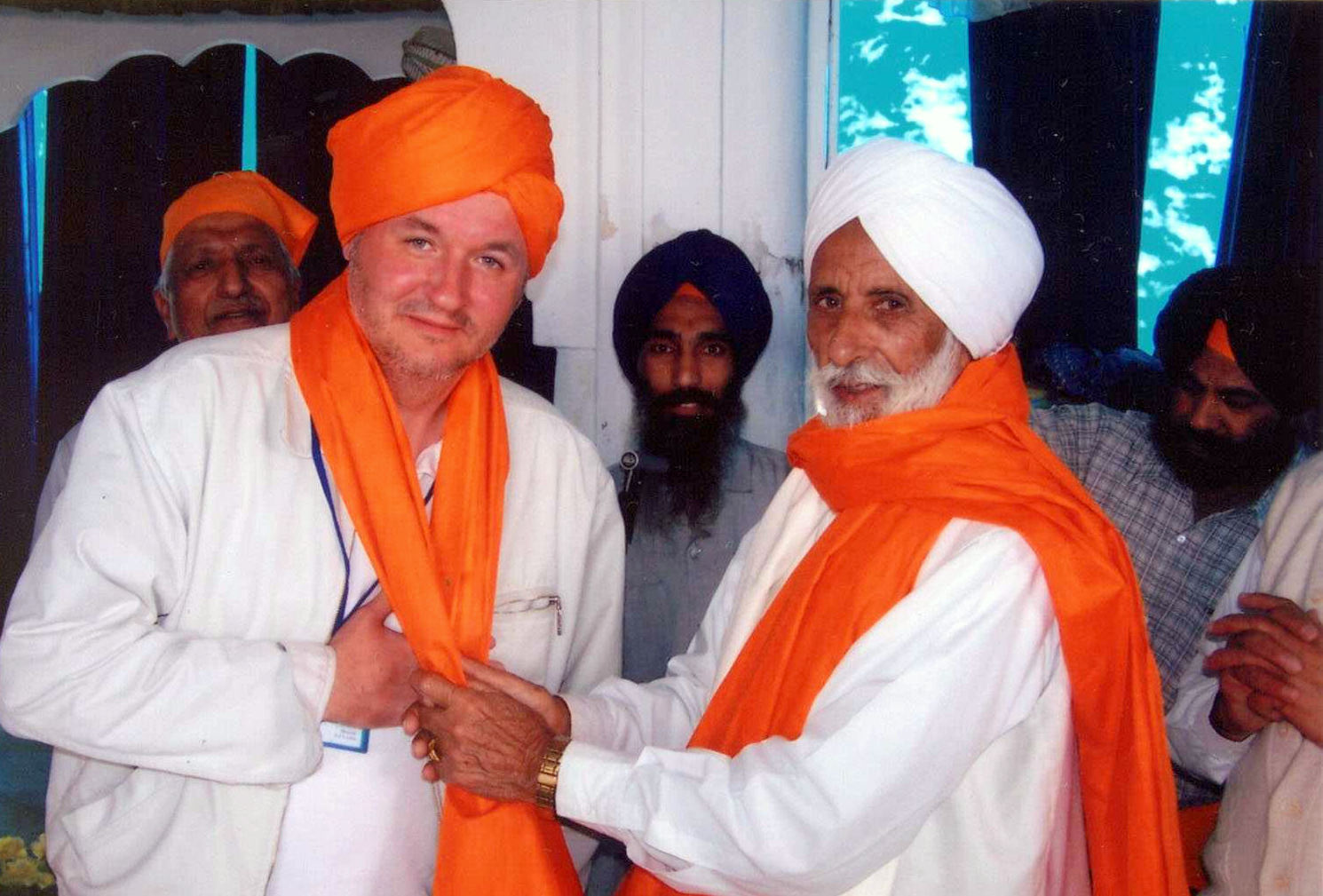
Płocharski a un festival letterario indiano

Wojciech Juliusz Płocharski (11 aprile 1964) è un giornalista, scrittore e compositore polacco.

## Biografia
Nato a Olsztyn; negli anni 1982-1989 ha studiato presso la Facoltà di Giornalismo e Scienze Politiche dell'Università di Varsavia. Negli anni 1991-2006 ha lavorato nel PAP (Agenzia di stampa polacca) come redattore e corrispondente (notizie dalla Bielorussia, Cecenia, Estonia). Nel 2010, ha condotto una internet-campagna di un candidato alle elezioni presidenziali, Andrzej Olechowski.
Egli è anche l'autore di pubblicazioni in lingua inglese, che sono state pubblicate in India e appaiono sul mercato letterario internazionale. I suoi libri sono anche nelle collezioni delle biblioteche nazionali italiane ed europee.
Egli è anche l'autore dei testi di canzoni popolari polacche: Klub wesołego szampana (esecuzione: Formacya Nieżywych Schabuff) e Karuzela (T. Love). Nel 1993 - in un duetto Przyjaciele - ha registrato i suoi propri album Cyfry (uscito nel 1994, reissue 2007, nel commercio elettronico internaz. 2012). Nel 2011 - sul mercato internazionale per la distribuzione digitale - pubblicato l'album Selected Music,  nel 2012 - Under the Papaya Tree. A sua volta, nel 2013 - nella vendita internazionale emersi: il singolo Studium e l'album Ilha do Sal .

## Pubblicazioni
- Diplomatic Rebel on Creaky Bicycle
- Faster Than Light and Other Bagatelles: Short Poetry
- Million in My Pocket
- Love Temperature
- Khajurao Legacy
- Coast
- Tea With Vanilla
- Polvo à Lagareiro
- 600 Years After Béthencourt